# Pro Futuro
Pro Futuro – operator telekomunikacyjny świadczący usługi: transmisji danych, dostępu do Internetu, usługi hostingowe i przesyłu głosu w technologii VoIP. Swoje usługi realizuje w oparciu o własną, szerokopasmową sieć telekomunikacyjną Infostradę Futuro powstałą na bazie technologii LMDS. Działalność Infostrady Futuro została zainaugurowana we wrześniu 2000 r. a następnie sukcesywnie powiększała ona jej zasięg geograficzny.
W pierwszych dniach lipca 2006 roku spółka Netia S.A. nabyła 100% akcji Pro Futuro SA, stając się tym samym jedynym akcjonariuszem i właścicielem spółki. Netia zakupiła akcje Pro Futuro od dotychczasowych udziałowców:
- Jupiter NFI S.A. (75,87% akcji)
- dataCom S.A. (16% akcji)
- Polskie Towarzystwo Ubezpieczeniowe S.A. (8,13% akcji).

Ostateczne nabycie akcji Pro Futuro nastąpiło po uzyskaniu przez Netię zgody prezesa Urzędu Ochrony Konkurencji i Konsumenta.
Technologia:
- Infostrada Futuro – sieć telekomunikacyjna składająca się z sieci szkieletowej łączącej wybrane aglomeracje oraz sieci dostępowe wykorzystywane jako połączenia ostatniej mili.
- Sieć ta umożliwia realizację wielorodnych usług: dostępu do Internetu, łączenia sieci lokalnych, tworzenia wirtualnych sieci prywatnych, transmisji głosu i obrazu oraz transmisji danych. Dla bezpieczeństwa sieci, główne połączenia z zasobami Internetu (krajowymi i zagranicznymi) rozmieszczone zostały w dwóch różnych miastach Warszawie i Poznaniu. Rozwiązanie takie umożliwi w razie przerw jednego łącza, automatyczne przejęcie ruchu przez drugie. Sieć Futuro posiada ponad 40 połączeń z innymi operatorami (peeringi).
- Sieć dostępowa Futuro to system łączy bezprzewodowych, wykorzystujących transmisję radiową w technologii LMDS (Local Multipoint Distribution System), pracującej w paśmie wysokich częstotliwości (28 GHz). System składa się z 30 stacji bazowych i komunikujących się z nimi stacji odbiorczych. Jako uzupełnienie technologii LMDS wykorzystywane są również indywidualne rozwiązania oparte na radioliniach. Stosowane są one przy transmisjach dużych przepływności oraz indywidualnych projektach przesyłu danych na dalsze odległości. Obecnie sieć Pro Futuro obejmuje największe polskie aglomeracje takie jak: (Warszawa, Kraków, Wrocław, Szczecin, Trójmiasto, Poznań, Łódź, Lublin, Kielce, Bielsko-Biała, konurbacja górnośląska).
- Sieć szkieletowa Futuro zbudowana jest w oparciu o technologię ATM. Poszczególne węzły sieci połączone są ze sobą kanałami cyfrowymi SDH o przepływnościach STM-1 (155 Mb/s) oraz STM-4 (622 Mb/s). Architektura sieci pod względem topologii to krata, co zwiększa bezpieczeństwo sieci. Dodatkowo międzymiastowe łącza dzierżawione od partnerów Pro Futuro (Exatel S.A., Energis S.A., TK Telekom) posiadają wysoką niezawodność. Pod względem zarządzania, dzięki zastosowanej technologii sieć szkieletowa stanowi jednorodny funkcjonalnie system, który jest zarządzany i monitorowany przez 24 godziny na dobę 365 dni w roku.

30 listopada 2006 roku spółka Pro Futuro S.A. zajęła 3 miejsce w rankingu Fast 500 EMEA – najszybciej rozwijających się firm sektora technologicznego w Europie, Bliskim Wschodzie oraz Afryce.